# Burg Hundshausen
Die Burg Hundshausen war eine kleine Wasserburg in der Nähe des Ortes Hundshausen, einem Ortsteil der Gemeinde Jesberg im nordhessischen Schwalm-Eder-Kreis. 

## Lage
Der Burgstall befindet sich auf 280 m Höhe etwa 500 Meter südöstlich des heutigen Dorfs im Wiesengrund östlich des Hundshäuser Wassers, das südlich von Jesberg in den Treisbach mündet, und der Landesstraße L 3145 von Jesberg nach Schwalmstadt.

## Beschreibung
Die kleine Burg, mit rechteckigem Grundriss, wurde wohl bereits im 10. Jahrhundert angelegt und hatte Wall und Graben. Gebäudefundamente und Grabenreste wurden im Jahre 1876 entdeckt. Bei weiteren Grabungen im Jahre 1968 wurden Keramik- und Ziegelscherben aus dem 10. bis 15. Jahrhundert gefunden. Es handelte sich um eine 45 × 21 Schritt (also etwa 34 × 16 m) große Anlage mit einem 8 Fuß (rund 2,4 m) tiefen Wassergraben und einem an zwei Seiten der Anlage aufgeschütteten Wall, der das Hundshäuser Wasser aufstaute und in den Burggraben leitete. Es soll das befestigte Haus eines gewissen Hunold gewesen sein, nach dem auch das Dorf „Hunoldeshuson“ bei seiner Ersterwähnung in einer Schenkungsurkunde des Kaisers Otto I. aus dem Jahre 969 benannt war.
Wann die Burg zerstört wurde, ist nicht bekannt; es mag im Hessischen Bruderkrieg 1469 gewesen sein, als Truppen des in Niederhessen herrschenden Landgrafen Ludwig II. die Städte Borken und Schwarzenborn niederbrannten und die Burgen Jesberg und Schönstein zerstörten. 1466 existierte die Burg wohl noch: Am 22. und 23. Dezember 1466 waren Burkhard und Eckhard von Hundshausen unter den hessischen Rittern, die bei einem Gerichtstag unter Vorsitz des Grafen Wolrad I. von Waldeck und des Ritters Bodo von Rodenhausen in einem Streit zwischen den Ganerben des Busecker Tals und dem Ritter Gerhard Ruser von Buseck mit zu Gericht saßen. Vermutlich handelt es sich bei diesen beiden um hier nach ihrem Wohnsitz benannte Angehörige des Adelsgeschlechts derer von Linsingen, die auch die Burg Jesberg besaßen. 